# Война Контестаду
Война́ Контеста́ду (порт. Guerra do Contestado) — крестьянское восстание в южной Бразилии, развернувшееся в 1912—1916 годах в области Контестаду (порт. contestar — спорить), оспариваемой штатами Парана и Санта-Катарина.
Восстание было направлено против вторичной колонизации региона, крупных латифундистов, федерального контроля и засилья иностранного (в первую очередь американского) капитала.
Война проходила в две фазы: довольно вялотекущую партизанскую борьбу в 1902—1911 годах и более активную, кровопролитную, войну 1912—1916 годов. Одновременно с этими событиями по всей Бразилии состоялся ряд военных и гражданских мятежей. Крестьянская война в Бразилии оказала некоторое влияние на Португальскую революцию 1910 года. В ходе войны было сожжено около 9 млн строений и погибло около 20 тысяч человек. Этот конфликт стал вторым по числу жертв в истории Бразилии после подавления восстания Канудус.

## Предыстория конфликта

### Религиозные предпосылки
Как и восстание Канудус, война в Контестаду носила религиозную окраску. В 1895 году в этом районе появился монах Жуан Мария, который в своих проповедях объявил крестьянам, что после смерти он вернётся на землю и тогда исчезнут чума, голод и войны. В 1900 году Жуан Мария умер, и вскоре в Контестаду объявился монах Жозе Мария, называвший себя братом Жуана Марии. Он стал открыто призывать крестьян к вооружённому восстанию.

### Зарождение движения

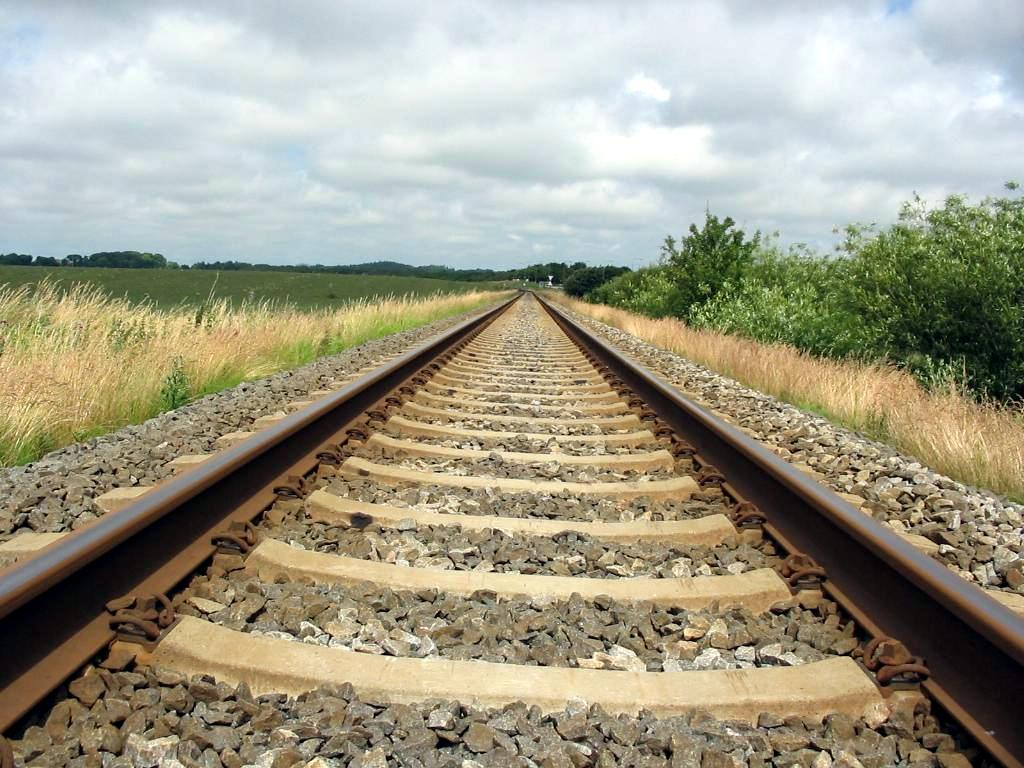
Железная дорога Сан-Паулу — Санта-Мария (штат Риу-Гранди-ду-Сул), строительство которой стало одной из причин восстания

Стихийные крестьянские волнения в Контестаду начались в 1902 году. Экономика области ещё со времён португальской колонизации базировалась на разведении домашнего скота. Богатство и власть были сосредоточены в руках нескольких латифундистов (коронейс), раздававших свои пастбища в аренду полузависимым крестьянам-пеонам низкого социального положения.
Но при продвижении вглубь штата значительная часть земель по-прежнему оставалась «неосвоенной», что привлекало сюда переселенцев со всей Бразилии и из других стран. Первыми предпосылками к восстанию послужили столкновения переселенцев с местными крестьянами, юридический спор между штатами Санта-Катарина и Парана о принадлежности Контестаду, а также строительство железной дороги Сан-Паулу — Санта-Мария в штате Риу-Гранди-ду-Сул для экспорта сырья. Наёмными рабочими, строившими дорогу, были в основном эмигранты из Европы, преимущественно итальянцы, что добавило конфликту националистический и расовый элемент. Федеральное правительство, следуя негласной политике «расового отбеливания», поощряло так называемую «вторичную колонизацию» Бразилии переселенцами из Европы. В это время бразильскими крестьянами были организованы первые партизанские отряды, которые своими внезапными вылазками постоянно тревожили переселенцев и строителей.
В 1910 году из-за пограничных стычек с Аргентиной бразильские власти ускорили строительство железной дороги, резко увеличив численность иностранных строителей до 8 тыс. человек. Активизировалась массовая вырубка лесов и выселение крестьян. Латифундисты стали получать гораздо большие проценты, сдавая свои земли железнодорожным и экспортным американским компаниям. Многие из крупных землевладельцев отказались или резко сократили традиционную аренду земли крестьянам в рамках ранее общепринятого «патроната». Более того, усилилась конкуренция со стороны дешёвой рабочей силы иммигрантов. Это лишило крестьян не только земли, но и возможности батрачить. Многие оказались обречены на голодную смерть.

## Ход восстания

Флаг восставших

### Успехи повстанцев
Бразильское правительство во главе с маршалом Эрмесом да Фонсека, который отвечал за политику военных интервенций в других штатах с целью устранения политических противников, решило направить в этот регион федеральные войска для подавления мятежа.
Первые крупные столкновения повстанцев с правительственными войсками начались в октябре 1912 года. Крестьяне из окрестных мест стали стекаться в укреплённый лагерь повстанцев Такуапусу. 22 октября восставшие, численность которых резко возросла, разгромили первую крупную карательную экспедицию правительственных войск в месте под названием Баньядо Гранде. В этом сражении погиб лидер восстания Жозе Мария. Однако его последователи отказались верить в смерть вождя, веря в сверхъестественную помощь и надеясь на его новое явление в трудное время. Нападения повстанцев на железнодорожные станции и стройки приняли массовый, организованный, решительный и непримиримый характер, превратившись в настоящую гражданскую войну крестьян против правительства и латифундистов.
После победы повстанцев над второй карательной экспедицией в декабре 1913 года восставшие организовали армию Святого Жозе Марии, а одного из своих вождей провозгласили «императором Южнобразильской монархии». Несмотря на использование артиллерии, последующие попытки правительственных войск подавить восстание обернулись для них неудачей.
8 февраля 1914 года федеральное правительство и правительство штата направили в Такуаручу 700 человек при поддержке артиллерии и пулеметов. В марте и мае того же года были отправлены другие экспедиции, однако все они оказались безуспешными. Поскольку общественный порядок в регионе быстро деградировал, центральное правительство назначило генерала Карлоса Фредерико ди Мескиту (ветерана подавления восстания Канудус) возглавить новую операцию против повстанцев. Он возглавил штурм деревни Санту-Антониу-да-Платина, заставив повстанцев бежать. Генерал Мескита ошибочно полагал, что повстанцы окончательно рассеяны, и объявил войну оконченной.
Однако мир был недолгим. Повстанцы быстро перегруппировались и организовались вокруг Санта-Марии, усилив атаки, они взяли и подожгли железнодорожную станцию Кальмон, разрушили деревню Сан-Жуан (современный Матус-Коста), они напали на Куритибанус и угрожали Порту-Униау, заставив население бежать. Повстанцы на тот момент уже контролировали 25 000 км².
В сентябре 1914 года генерал Сетембрино ди Карвалью возглавил около 7000 человек с мандатом подавить восстание и таким образом усмирить регион любой ценой. Сетембрино разослал повстанцам объявление, в котором гарантировал, что земля будет возвращена тем, кто сдастся, и репрессии против продолжающих сопротивляться. В этот момент войны Деодато Мануэль Рамос (также известный как Адеодато) стал видной фигурой, и историки считают его последним лидером Контестаду. Адеодато перенес столицу мятежной территории в долину Санта-Мария, где собрал около 5000 человек. По мере того, как росла нехватка продовольствия и других предметов, он становился более безжалостным, включая казнь тех, кто хотел сдаться. К тому времени повстанцы были полностью окружены, и внутренние раздоры еще больше ослабили их.

### Разгром восстания

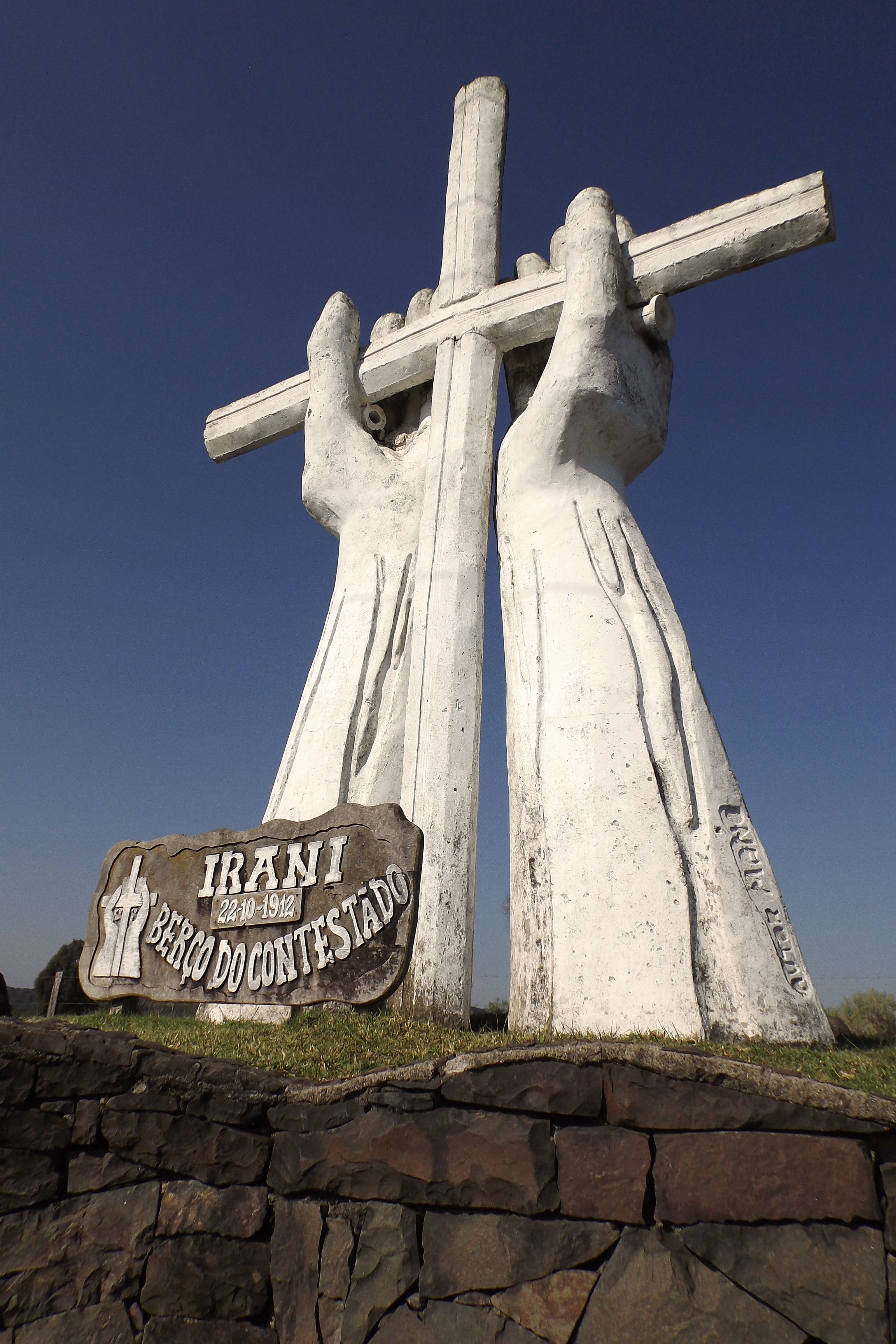
Памятник павшим повстанцам, установленный в городке Ирани. Работа скульптора Жозе (Мано) Альвима

В 1915 году власти приняли крайние меры: для подавления восстания в Контестаду была направлена 6-тысячная армия с артиллерией, пулемётами, полевыми телефонами и телеграфом. Тогда же правительственные войска впервые в истории Бразилии задействовали военную авиацию. Однако подавление восстания всё равно шло медленно и трудно. Многие военные сами происходили из крестьян и будучи недовольны низкими зарплатами и армейскими унижениями, часто симпатизировали восставшим.
Но в конечном счёте стихийность и неорганизованность восстания обусловили его поражение. 5 апреля, после крупного нападения на Санта-Марию, генерал Эстиллак писал, что «все было разрушено, предполагаемое количество разрушенных домов составляет 5000… Женщины, которые сражались вместе с мужчинами, были убиты… Количество убитых повстанцев превышает 600. Деревни Касадор и Санта-Мария были уничтожены. Я не могу гарантировать, что все бандиты, которые гноились в Контестаду, могли исчезнуть, но миссия, возложенная на армию, теперь выполнена». Уцелевшие повстанцы вскоре рассеялись и перебрались в другие города. В декабре 1915 года последняя из восставших деревень была разрушена войсками генерала Сетембрино. Адеодато удалось сбежать и спрятаться в лесу, пока его не разыскали федеральные войска. Война Контестаду окончательно закончилась его арестом в августе 1916 года.
Попытка крестьян под руководством монаха Жезуса ди Назари в июне 1917 года возобновить восстание успеха не имела.

## Схожие конфликты
- В 1913 году в районе города Форталеза на северо-востоке Бразилии вспыхнуло второе крестьянское восстание. Правительственным войскам потребовался целый год, чтобы его подавить. Обнаружилась слабость бразильской армии, что воодушевило крестьян на юге страны.